# Serge Bardy
Pour les articles homonymes, voir Bardy.
Serge Bardy, né le 6 novembre 1947 à Mésanger (Loire-Atlantique), est un homme politique français, membre du Parti socialiste. Il est député de la sixième circonscription de Maine-et-Loire de 2012 à 2017.

## Biographie
Originaire de la Loire-Atlantique, Serge Bardy est né à Mésanger, au nord d'Ancenis. Ses parents étaient commerçants.
Il commence sa carrière professionnelle avec un CAP de mécanicien automobile. Il se reconvertit ensuite en passant un CAP puis un brevet d'électronique. En 1972, il devient technicien chez Bull à Angers (Maine-et-Loire) et obtient un Diplôme Universitaire de Technologie (DUT) pour adulte.Il termine sa carrière comme cadre supérieur, responsable d'un centre de profit.
Serge Bardy réside à Beaucouzé (Maine-et-Loire) depuis 1982.

## Carrière politique
Adhérent du Parti Socialiste depuis 1975, il en est le premier secrétaire de Maine-et-Loire de 2003 à 2009. Il s'engage aussi comme délégué du personnel au sein de la Confédération française démocratique du travail (CFDT). Il quitte le Parti socialiste en Mars 2018 et rejoint le Mouvement de Benoït Hamon : Génération-s-
De 2004 à 2010[réf. souhaitée], il siège au Conseil régional des Pays de la Loire. Évincé de la direction du PS de Maine-et-Loire après le Congrès de Reims fin 2008, il ne figure pas sur la liste aux élections régionales de 2010.
Lors des élections législatives de 2012, il décide de se présenter sur la sixième circonscription de Maine-et-Loire. Entrant en dissidence avec le Parti socialiste qui attribue la circonscription à une candidate d'Europe Écologie Les Verts, il se présente alors sous l'étiquette divers gauche, avec pour suppléante Claudine Rabin, adjointe aux affaires sociales de Beaupréau. Il est déjà candidat dans cette circonscription (comme suppléant) en 2002 puis titulaire en 2007, année où il est battu par Hervé de Charette au second tour. Le 17 juin 2012, il est élu député de la sixième circonscription de Maine-et-Loire battant au second tour Hervé de Charette, député depuis vingt-quatre ans de cette circonscription historiquement de centre-droit. À l'Assemblée Nationale, il s'investit au sein de la  Commission du développement durable et de l'aménagement du territoire ainsi que dans divers groupes d'études.
Le 9 janvier 2014, le Premier ministre lui confie une mission interministérielle sur le déploiement de l'économie circulaire dans la filière du papier recyclé. Cette mission fait suite à son intérêt et son engagement auprès des acteurs de l'Économie Sociale et Solidaire investis dans la collecte et le tri du papier, à la présence dans sa région d'usines papetières et à sa préoccupation de préserver en France une filière verte d'avenir qui emploie encore à l'heure actuelle plus de 200 000 personnes. Son rapport intitulé France terre d'avenir de l'industrie papetière  lui vaut d'être récompensé de la Marianne d'or 2014 du développement durable.
Le 25 juin 2014, sur décision du Bureau National, il est réintégré au Parti socialiste.
Le 2 février 2016, il apparaît dans le documentaire Cash Investigation d'Elise Lucet, en compagnie des dirigeants de la société Syngenta. La journaliste pointe une supposée relation qu'elle estime trouble entre le député, membre de la commission du développement durable et de l'aménagement du territoire, et le fabricant de pesticides. Serge Bardy invoque quant à lui une simple rencontre destinée à écouter et challenger les avis de l'industriel.
Soutien de Benoît Hamon, il a participé à sa campagne lors de la primaire citoyenne de 2017. Il participe également à sa campagne pour l'élection présidentielle de 2017.

## Mandats
- 2004-2010 : Conseiller régional des Pays de la Loire
- 2012-2017 : Député de la sixième circonscription de Maine-et-Loire